# Euselasia cyanira
Euselasia cyanira is een vlindersoort uit de familie van de prachtvlinders (Riodinidae), onderfamilie Euselasiinae.
Euselasia cyanira werd in 1997 beschreven door Callaghan.